# Temagruppen Sverige

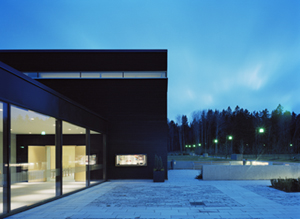
Ceremonibyggnad, Täby södra begravningsplats.
Begravningsplatsen har nominerats till Sienapriset och ceremonibyggnaden till Rödfärgspriset. Foto: Åke E:son Lindman.

Temagruppen Sverige AB - i dagligt tal Tema- är Sveriges fjärde största arkitekt- och projektledningsföretag med cirka 180 medarbetare. Tema erbjuder tjänster inom arkitektur, landskapsarkitektur, stadsbyggnad, inredningsarkitektur samt projekt- och byggledning.
Företaget grundades i Luleå 1957 av Jan Thurfjell och gick då under namnet Thurfjellgruppen. Thurfjellgruppen var ett av de första nationella arkitektföretagen i Sverige. 1999 ändrade Thurfjellgruppen namn till Temagruppen Sverige AB.
Idag är Tema etablerat i Stockholm, Uppsala, Malmö och Norrköping. Huvudkontoret ligger i Stockholm.
Bland kunderna finns privata och allmännyttiga bostads- och fastighetsbolag, statliga verk, kommuner, landsting och byggentreprenörer över hela Sverige.

## Projekt i urval
- Ångströmslaboratoriet, 1993 - 2006, Uppsala
- Sigmahuset, 1998 - 2000, Malmö
- Täby södra begravningsplats, 2003 - 2010, Täby kyrkby, Stockholms län
- Uppsala Konsert & Kongress, 2004 - 2007, Uppsala
- Dockterrassen, 2006 - 2009, Malmö
- Kiev Golf & Diplomat Club, 2007- , Ukraina
- Norra kajen, 2007- , Sundsvall
- SVT, 2008 - 2010, Malmö
- Monica Zetterlunds park, 2008 - 2011, Stockholm
- Resecentrum Uppsala, 2010 - 2011, Uppsala
- Psykiatrins Hus, 2008- , Uppsala